# Río Usía
El río Usía o barranco de Usía es un río pequeño o barranco al sureste de la comarca del Sobrarbe, en La Fueva (provincia de Huesca, Aragón, España). Es afluente del río Cinca por la parte izquierda. Nace en los alrededores del puerto de Foradada, en la bajante fovana de la sierra de Campanué (aunque adentro del término municipal de Foradada del Toscar), apenas lejos de las aldeas de Lascorz y Rañín. Desemboca en el río Cinca en el embalse de Mediano, en la parte de Humo de Muro y de Arasanz.
Atraviesa la cabecera de La Fueva (Tierrantona) y discurre por la hondonada de esta subcomarca, por terrenos de altiplano en los que no hay ninguna inclinación, aunque no serpentea. Tiene gleras en ciertos puntos, aunque no es un río nada propenso a sufrir crecidas, y en la mayor parte de su recorrido solo hay algunas espuendas bastante altas como para contenerlo, presentándose los campos a poca altitud por encima de la glera.
Desde Humo de Muro el río vuelve a encajonarse en un congosto de la sierra de Muro de Roda en la parte derecha y de la sierra del Entremont en la izquierda, hasta que se abre de nuevo en el valle del Cinca a un kilómetro y medio al sur de Arasanz. La desembocadura se situaba en la margen de Mediano Viejo, pero con la construcción del embalse a finales de la década de 1960 se modificó su trayecto y hoy en día desemboca a unos centenares de metros más arriba cuando el pantano está lleno.